# Łakomstwo

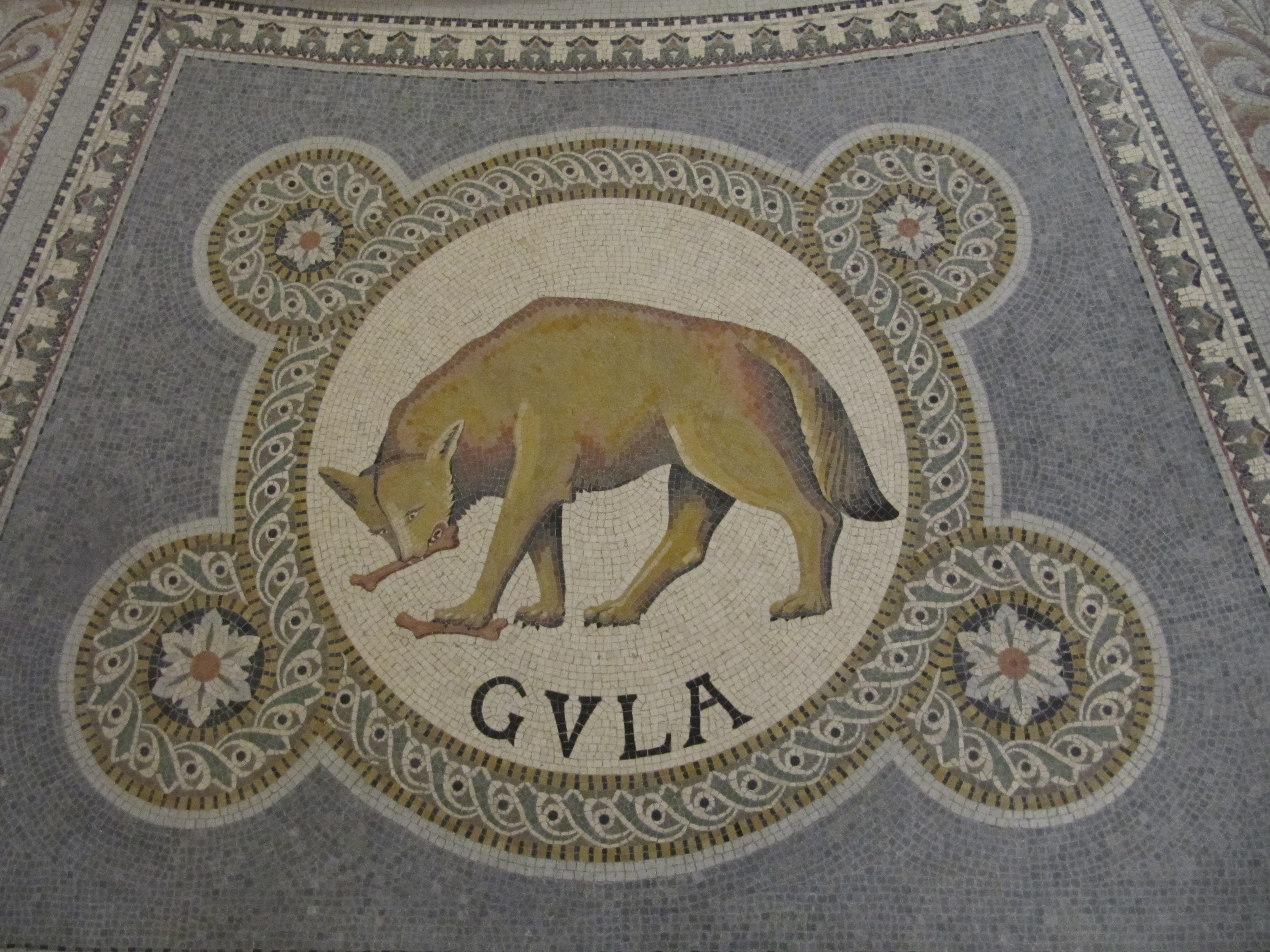
Pies jako symbol Obżarstwa (mozaika w bazylice Notre-Dame de Fourvière w Lyonie)

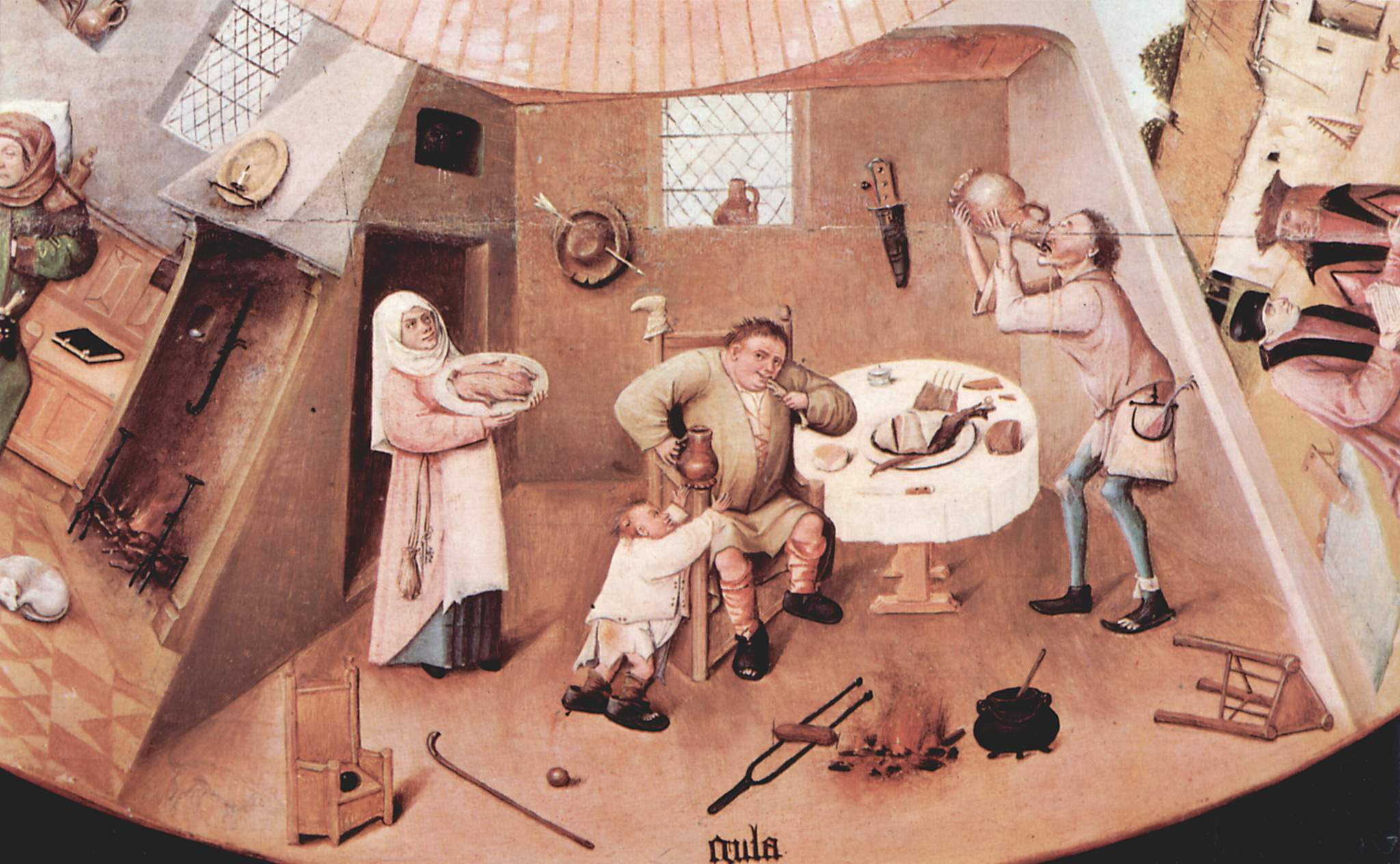
Hieronim Bosch, Siedem grzechów głównych, Obżarstwo (fragment)

Łakomstwo, obżarstwo czy też nieumiarkowanie w jedzeniu i piciu − jeden z siedmiu grzechów głównych w chrześcijaństwie, polegający na pochłanianiu większej ilości pokarmów i napoju niż osoba potrzebuje do swego życia.

## Katolicyzm
W katolicyzmie obżarstwo potępiane jest jako nieuporządkowane i nieznające umiaru. Życie chrześcijańskie powinno zaś odznaczać się opanowaniem i samokontrolą. Nieumiarkowanie w jedzeniu i piciu jest też wystąpieniem przeciwko sprawiedliwości społecznej, bo zawsze są ubodzy, którzy cierpią głód. W Wykładzie Nauki Chrześcijańskiej Roberta Bellarmina mowa jest o jedzeniu bez potrzeby lub nad potrzebę, wyszukiwaniu pokarmów za drogich, pożądaniu pokarmów zakazanych, np. mięsa w dni postne nakazane prawem kościelnym (w Polsce wszystkie piątki). Robert Bellarmin jako skutki tego grzechu wylicza zaćmienie umysłu, próżną wesołość i gadaninę, nieczystość, osłabienie duszy, bóle głowy i żołądka i inne ciężkie choroby. Dla Jana Kasjana obżarstwo było pierwszą, najsłabszą gatunkowo wadą w łańcuchu prowadzącym do całkowitego upadku.

## Odniesienia w kulturze
- W Boskiej komedii Dantego popełniający ten grzech umieszczeni są w trzecim okręgu piekła, zmuszeni są do przyjmowania gęstej, półpłynnej masy o nieprzyjemnym wyglądzie, powstającej z ciemnych i zimnych opadów.